# بيتي أدكوك
بيتي أدكوك (بالإنجليزية: Betty Adcock)‏ هي كاتِبة وشاعرة أمريكية، ولدت في 16 سبتمبر 1938 في فورت وورث في الولايات المتحدة.